# San José (province)
Pour les articles homonymes, voir San José.
San José est une province du Costa Rica, qui comprend la capitale du pays : San José, située au centre du pays entourée de montagnes, volcans et terres fertiles.

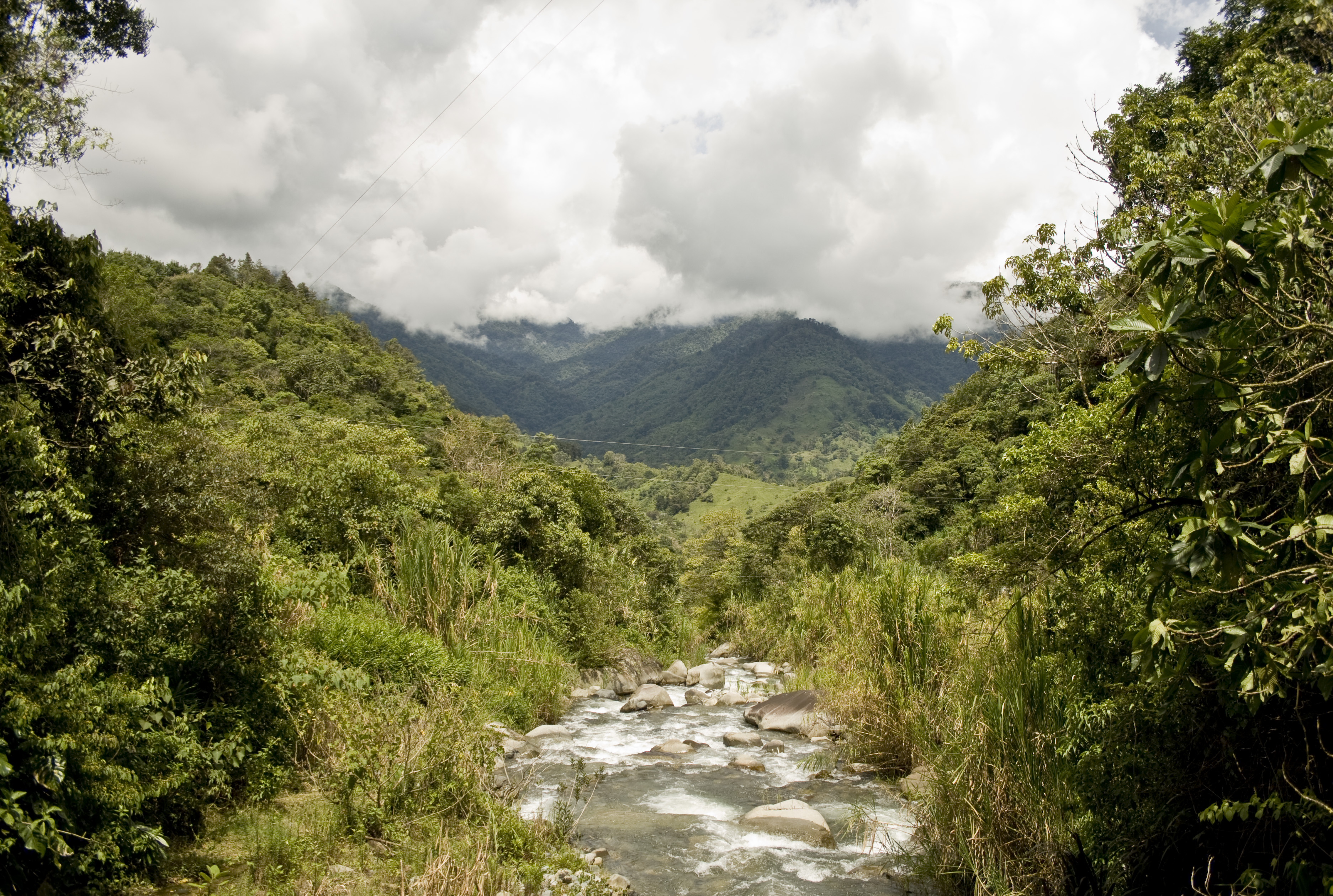
Rivière Blanco, comté de Pérez Zeledón

## Cantons
La province de San José est divisée en 20 cantons et 111 districts. Les cantons (et leurs capitales) sont les suivants:
1. San José, capitale et canton
2. Escazú, (Escazú)
3. Desamparados, (Desamparados)
4. Puriscal, (Santiago)
5. Tarrazú, (San Marcos)
6. Aserrí, (Aserrí)
7. Mora, (Colón)
8. Goicoechea, (Guadalupe)
9. Santa Ana, (Santa Ana)
10. Alajuelita, (Alajuelita)
11. Vázquez de Coronado, (San Isidro)
12. Acosta, (San Ignacio)
13. Tibás, (San Juan)
14. Moravia, (San Vicente)
15. Montes de Oca, (San Pedro)
16. Turrubares, (San Pablo de Turrubares)
17. Dota, (Santa María)
18. Curridabat, (Curridabat)
19. Pérez Zeledón, San Isidro del General
20. León Cortés, (San Pablo de León Cortés)